# ماريسا أبيغ
ماريسا أبيج (ولدت في 14 مارس 1987)، هي مدافعة أمريكية متقاعدة عن كرة القدم.